# Hydaticus satoi
Hydaticus satoi es una especie de escarabajo del género Hydaticus, familia Dytiscidae. Fue descrita científicamente por Wewalka en 1975.
Habita en Europa, el norte de Asia (excluyendo China) y Asia meridional.